# Simon Lessing

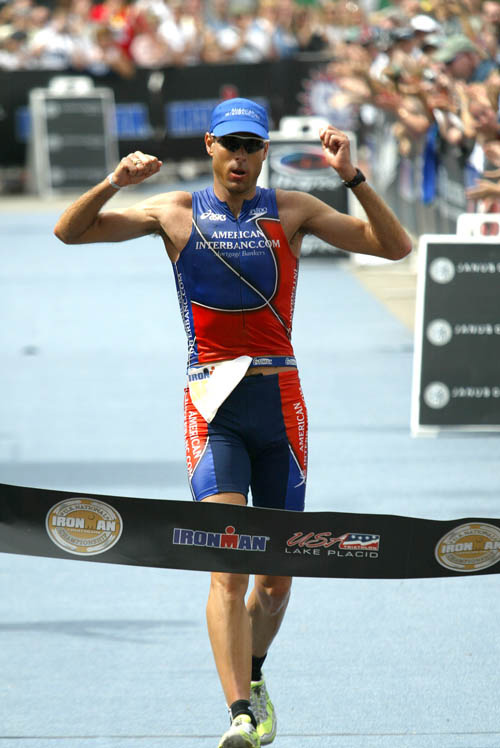
Simon Lessing

Simon Lessing (n. 12 februarie 1971, Cape Town, Africa de Sud) este un atlet britanic, de 5 campion mondial la triatlon în anii 1992, 1995, 1996, 1998 pe distanță scurtă, și pe distanță lungă în 1995.
Când avea 9 ani familia lui s-a mutat la Durban (Africa de Sud). Simon deja ca și copil era un înotător și biatlonist bun. La vârsta de 14 ani a început să practice triatlonul, ajungând 1988 campion național de triatlon în Africa de Sud. La vârsta de 18 ani, a părăsit Africa, și a început să practice triatlonul profesionist în Marea Britanie. În anul 2002 s-a mutat împreună cu soția la Boulder în Colorado, SUA. În prezent, Simon o antrenează pe atleta Chrissie Wellington, care este campioană europeană și mondială la distanța Ironman.